# Vipava (reka)
Vipáva je reka v jugozahodni Sloveniji, levi pritok Soče. Izvira iz več kraških izvirov v Vipavi in teče večino poti po južnem obrobju Vipavske doline proti zahodu. V spodnjem toku se pomakne povsem ob vznožje Krasa in teče po južnem robu Goriškega polja vse do izliva v Sočo pri Sovodnjah.
Večji desni pritoki so Bela, Hubelj, Lijak in Vrtojbica, večja leva pritoka sta Močilnik in Branica.

## Opis reke
Vipava priteče iz več kraških izvirov v južnem delu Vipave, tik za Lanthierijevim dvorcem in tik ob vznožju strmega in gozdnatega zahodnega pobočja Nanosa. Največja izvira sta Podskala in Podfarovž, izdaten izvir je tudi tik pod vhodom v Vipavsko jamo, nekaj manj izdatni so še izviri Pri kapelici, v Podlipci, Za Taborom in pri Perhavčevem mlinu. Že v mestu se izviri združijo v pravo reko, ki hitro zavije po širokem dnu Vipavske doline proti severozahodu. Kmalu dobi z desne pritok Belo, ki pa se velik del leta izgublja v lastnem prodnem vršaju in ne priteče do Vipave, nato z leve strani močnejši Močilnik iz zgornjega dela doline. Od tu naprej reka prečka ravnino Vipavskega polja in z obeh strani sprejema vrsto majhnih potokov ter osuševalnih jarkov, se približa južnemu robu ravnine in sprejme močan desni pritok Hubelj.
Pri vasi Ustje vstopi v nizko flišno gričevje v osrednjem delu doline, skozi katero teče bolj ali manj naravnost proti zahodu po razmeroma ozki dolini, po kateri ne pelje nobena cesta. Dva kilometra naprej se pred Velikimi Žabljami dolina nekoliko razširi in ima precej mokrotno dno, z desne strani pa se reki pridruži železniška proga Prvačina - Ajdovščina. Kmalu se dolina ponovno zoži, saj je tu skoraj celotno dolinsko dno v zadnji ledeni dobi prekril ogromen podor, ki se je utrgal na strmem robu Trnovskega gozda, od njega pa so ostale več deset metrov debele plasti apnenčastega grušča. Malo pod železniško postajo Batuje reka ostro zavije proti jugu v kratko in ozko sotesko Pekel, nato napravi velik zavoj okrog vasi Zalošče in Saksid, kjer se ji pridruži levi pritok Branica. V nadaljevanju naredi podoben zavoj okrog vasi Dornberk, nato pa reka preide v širši, gosto poseljen in obdelan spodnji del Vipavske doline. Tu ima reka zelo majhen strmec, ima izrazito vijugast tok in naredi več okljukov (meandrov), pri Renčah se ji pridruži desni pritok Lijak.
Malo pred Mirnom reka zadene na plasti paleocenskih apnencev, v katerih zlasti ob nizkem vodostaju izgublja vodo v kraško podzemlje. Povsem na južno obrobje Goriškega polja jo je v zadnji ledeni dobi potisnila Soča, ki je ob vstopu iz soteske nad Solkanom nasula velik prodni vršaj Goriškega polja. Zelo zanimiv je tudi velik okljuk (meander), znotraj katerega se je pod gradom v odlični obrambni legi namestil Miren, ki ga s treh strani varuje reka Vipava, z južne strani pa mirenski grad. Tu reka dobi z desne še zadnji pritok Vrtojbico, nato prečka državno mejo in teče skoraj ves čas po stiku med severnim robom doberdobskega krasa in prodno ravnino, malo naprej od Sovodenj pa se izlije v Sočo.

## Hidronim in etimologija
Izvor imena reke ni znan, jezikoslovca France Bezlaj in Marko Snoj menita, da je ime zelo verjetno predslovanskega izvora in navajata tri možnosti: ali je nastalo iz osebnega imena Vippus, ali iz starega germanskega imena Ūp-ahwa ('zgornja voda') ali pa iz langobardske besede wipaha, kar naj bi pomenilo 'mejna reka', saj je bilo to območje v zgodnjem srednjem veku na robu langobardskega ozemlja (Langobardi). V starejših virih se ime reke pojavlja v različnih oblikah, npr. inter Ysoncium et Wipaum (1001), ultra flumen Wipaci (1086), sita iuxta Wippach (1223), super aqua Vipaci (1329) in auf der Wippach (1398. V italijanskem jeziku se reka imenuje Vipacco, v furlanskem Vipau in v nemškem Wippach.

## Hidrogeografija
Vipava ima tipičen dinarski dežno-snežni režim z izrazitim prvim viškom pozno jeseni (november–december) in precej neizrazitim drugim viškom spomladi (marec–april). Jesenski višek je posledica izdatnih jesenskih padavin, šibek spomladanski višek je vsaj deloma posledica taljenja snega na visokih dinarskih planotah. Najmanjši pretoki so poleti (julij–avgust), zimski nižek je zelo neizrazit (februar). Za kraške izvire Vipave sta značilna visok specifični odtok (57,6 l/s/km2) in tudi zelo visok odtočni količnik (72,0 %), kar je posledica globokega krasa v njihovem zaledju. Zaradi specifičnih hidroloških in podnebnih razmer se obe vrednosti v spodnjem toku močno zmanjšata: na vodomerni postaji Miren znaša specifični odtok samo 16,2 l/s/km2, odtočni količnik pa 30,3 %,
kar so značilne vrednosti za vodotoke v submediteranskem podnebju.
Celotna površina hidrografskega zaledja kraških izvirov Vipave znaša ok. 140 km2, od tega je samo 10 km2 flišnega površja, ostalo je globoki kras.  Vodo dobivajo iz razmeroma obsežnega kraškega zaledja Nanosa in večjega dela Hrušice, vendar na tej planoti kraško razvodje z Ljubljanico ni povsem poznano. Dokazana je tudi podzemna povezava s ponorom potoka Lokva v Predjamo. Ob sledilnem poskusu aprila 1994 se je barvilo iz Lokve pokazalo na izvirih Vipave po 69–74 urah, prvi višek barvila pa po 80–103 urah, kar pomeni, da je voda med ponorom in izviri tekla skozi kras s povprečno hitrostjo med 175 in 185 metri na uro. Ob nizkem stanju voda se v izvire steka tudi del vode iz potoka Bela, ki deloma ponikne v ozki dolini med Sanaborom in Vrhpoljem.
Pretoki v izvirih so odvisni od količine padavin v neposrednem kraškem zaledju in močno nihajo: v obdobju 1960–2021 so na vodomerni postaji Vipava I izmerili največji pretok 88,1 m3/s (19. septembra 2010), najmanjši pretok pa je znašal samo 0,65 m3/s (5. avgusta 1995); razlika med najmanjšim in največjim pretokom je torej več kot 135-kratna.
Najmanjši in največji zabeleženi pretoki Vipave v obdobju 1950–2021 (m3/s) 
| Vodomerna postaja     | Najmanjši pretok (datum) | Največji pretok (datum) |
| --------------------- | ------------------------ | ----------------------- |
| Vipava I (1959–2015)  | 0,65 (5.8.1995)          | 88,1 (19.9.2010)        |
| Vipava II (2015–2021) | 0,94 (21.8.2019)         | 77,7 (3.2.2019)         |
| Dolenje (1991–2021)   | 1,09 (21.8.2012)         | 243,5 (18.9.2010)       |
| Zalošče (2014–2021)   | 1,33 (18.8.2019)         | 282,6 (11.12.2017)      |
| Dornberk (1951–2014)  | 0,84 (13.8.1988)         | 323,4 (27.10.2012)      |
| Miren (1950–2003)     | 0,3 (6.7.1950)           | 353 (28.9.1965)         |
| Miren I (2004–2021)   | 0,67 (2.10.2011)         | 436,7 (19.9.2010)       |

Izdatni kraški izviri pri Vipavi dajejo reki na začetku poti izrazit kraški značaj, vendar se kraške značilnosti hitro zabrišejo, saj sta okrog dve tretjini porečja Vipave zgrajeni iz neprepustnega fliša, s katerega odtekajo vode površinsko. Pri povprečnem pretoku na vodomerni postaji Miren I (17,5 m3/s) prispevajo kraški izviri le še slabo polovico vode (od tega več kot tri četrtine kraški izviri pri Vipavi), ob največjih pretokih pa se delež kraške vode zmanjša na dobro tretjino (v približno enakih deležih izviri v Vipavi, Hubelj in Lijak), dve tretjini vode pa pritekata s flišnega površja.
Vipava je pogosto poplavljala tudi v preteklosti, vendar visoke vode niso povzročale zelo veliko škode, saj je bilo dolinsko dno ob njej večinoma mokrotno, poraščeno s travniki in v zgornjem delu Vipavske doline skoraj neposeljeno. Tudi kraški izviri so občasno poplavljali najbližje hiše v Vipavi, izrazito hudourniški značaj pa ima Močilnik, ki je tudi nekoč delal precej težav. Dolinsko dno ob spodnjem toku Vipave pa je gosto poseljeno, več naselij stoji tik ob reki in so jih že nekdaj občasno ogrožale poplave. Potem ko so v 80. letih 20. stoletja v zgornjem delu doline (Ajdovsko in Vipavsko polje) izvedli obsežne melioracije, izkopali številne osuševalne jarke in regulirali strugo Vipave, se je povečal in pospešil dotok vode v spodnji del Vipavske doline, kjer se v zadnjih desetletjih soočajo z velikimi težavami zaradi naraslih voda in poplav, še zlasti v Mirnu. Po takratnih projektih so nameravali namesto naravnih površin za zadrževanje viškov vode (poplavne ravnice ob Vipavi in pritokih) zgraditi več umetnih zadrževalnikov, ki bi hkrati služili tudi zbiranju vode za umetno namakanje, vendar projekt ni bil izpeljan do konca in je bil zgrajen samo zadrževalnik Vogršček, vendar tudi ta ni izpolnil pričakovanj in je zaradi nevzdrževanja in dotrajanosti takorekoč neuporaben. Pred melioracijami (leta 1982) je bil obseg poplavnega sveta ocenjen na 1300 ha (ob 20-letnih vodah) oziroma 1600 ha (ob 100-letnih vodah).
Najobsežnejši poplavi v zadnjih letih sta bili 29. in 30. marca 2009 ter 18. in 19. septembra 2010. Obe poplavi sta povzročili daleč največ škode v spodnjem delu doline, kjer so bile poplavljene obsežne kmetijske površine (njive, sadovnjaki, vinogradi) ter številne stanovanjske hiše in drugi objekti v Mirnu, Orehovljah, Biljah, Bukovici, Prvačini in Dornberku. Septembra 2010 je Vipava poplavila več stanovanjskih hiš že ob izviru, največ škode pa je bilo spet v spodnjem toku, predvsem v industrijski coni v Batujah, v Mirnu, Biljah in Renčah (poplavljenih je bilo 213 stanovanjskih zgradb ter veliko število gospodarskih in pomožnih objektov).
Že pred septembrsko poplavo 2010 so ob spodnjem toku Vipave poskušali z različnimi gradbenimi posegi (protipoplavni nasipi idr.) zmanjšati nevarnost poplav, vendar ti ukrepi niso zadoščali, saj so ob takratnem dogodku vode poplavljale tudi ponekod, kjer prej ni bilo poplav. Ključni problem poplav v spodnjem toku Vipave ostaja prehiter dotok prevelikih količin vode iz zgornjega dela doline zaradi regulacij rečnih strug (poleg Vipave še Hublja in Lijaka), osuševalnih jarkov in povečanega deleža njivskih površin na območju nekdanjih mokrotnih travnikov. To se je ob poplavah 2010 še stopnjevalo zaradi predhodne namočenosti tal, tako da so velike količine padavin odtekale po najkrajši poti v Vipavo in po njej v spodnji del doline.

## Kakovost vode
Po uradnih podatkih stalnega monitoringa voda je reka Vipava v celotnem toku v dobrem kemijskem stanju, ekološko stanje vode v reki pa je v zgornjem toku dobro, v spodnjem toku pa se poslabša na zmerno. V najspodnejšem delu se kakovost vode v strugi Vipave še poslabša zaradi dotoka odpadnih vod iz opekarn (Goriške opekarne) in precej onesnažene Vrtojbice.
Struga Vipave je v večjem delu toka umetno preoblikovana, ob regulacijah v 80. letih 20. st. so njeno vijugasto strugo na več mestih zravnali, naravno rečno korito pa preuredili v umetno korito s trapezastim prečnim prerezom in s kamnometom utrjenimi brežinami. Takrat so na daljših odsekih tudi odstranili obrežno vegetacijo, ki se le počasi obnavlja, na nekaterih odsekih pa so brežine še vedno povsem gole zaradi 'čiščenja' brežin. V tako preoblikovani rečni strugi se voda ob poletnih nižkih prekomerno segreje, že itak majhni poletni pretoki se še bolj zmanjšajo, kar negativno vpliva na živi svet v vodi in poveča koncentracije onesnaževal v vodi.

## Ljudje in reka
Vipava je sicer osrednja vodna žila celotne Vipavske doline, vendar je večina naselij v zgornjem in srednjem delu doline odmaknjena od nje (razen Vipave). Tudi glavna prometna pot po dolini ne poteka ob njej, temveč severneje: sedanja regionalna cesta Razdrto–Vipava–Ajdovščina–Nova Gorica pelje skozi naselja ob vznožju Nanosa in Trnovskega gozda, hitra cesta Razdrto–Vrtojba pa le nekoliko južneje od nje. Bila pa je Vipava v preteklosti pomemben energijski vir in je poganjala predvsem številne mline, v katerih so mleli žito za velik del Vipavske doline in sosednjega Krasa. Na njej je delovalo tudi nekaj žag, za pogon industrijskih naprav pa je imela premajhen strmec. Od nekdanjih mlinov deluje samo še mlin v Renčah, v opuščenem mlinu v Orehovljah so danes apartmaji V mlinu. Med opuščenimi mlini so bili največji Novakov mlin, zgrajen ob mlinščici na levem bregu Vipave v Dolenjah, mlin v Kasovljah pod vasjo Brje ter velik Lanthierijev mlin v soteski Pekel pri vasi Saksid. Za potrebe teh mlinov so pregradili celotno strugo Vipave, vendar so jezovi ostali in so pomembni za upočasnjevanje visokovodnih pretokov.
Na levem bregu Vipave pri Prvačini so že leta 1922 zgradili malo hidroelektrarno Gradišče z instalirano močjo 0,15 MW, ki je zdaj v lasti Soških elektrarn iz Nove Gorice, na mestu nekdanjega mlina v soteski Pekel deluje mala hidroelektrarna Saksida (instalirana moč 0,13 MW).

## Varstvo narave
Struga Vipave je v veliki meri antropogeno preoblikovana, v bolj ali manj naravnem stanju so le nekateri krajši odseki, npr. pri Novakovem mlinu v Dolenjah in v soteski Pekel. Za živi svet so posebej pomembni nekateri ohranjeni okljuki (meandri), mdr. pri vasi Brje in pri Renčah, ob katerih so zadnji skromni ostanki nekdanjega nižinskega poplavnega gozda v Vipavski dolini in so tudi evidentirani kot naravne vrednote. Kljub preoblikovanosti je celotna struga Vipave vključena v območje Natura 2000 (Dolina Vipave).
Zaradi precejšnje vodnatosti in razmeroma čiste vode živijo v Vipavi kljub preoblikovanosti struge številne vrste rib, čeprav prevladujejo iz Severne Amerike prinešena šarenka (Oncorhynchus mykiss) in križanci med šarenko ter potočno in soško postrvjo. Od drugih vrst so v Vipavi mdr. navadna mrena (Barbus barbus), klen (Leuciscus cephalus cephalus), lipan (Thymallus thymallus), podust (Chondrostoma nasus nasus), potočna postrv (Salmo trutta), soška postrv (Salmo marmoratus), v spodnjem toku živita poleg teh ribjih vrst še som (Silurus glanis) in ščuka (Esox lucius). Z ribjim življem v Vipavi upravljata ribiški družini Ajdovščina in Renče; meja med ribiškima družinama je jez v Kasovljah pod vasjo Brje.